# Стрмица (Врхника)
Стрмица (словен. Strmica) је насељено место у општини Врхника, Средњесловенска регија, Словенија.

## Историја
До територијалне реорганизације у Словенији била је у саставу општине Врхника. Стрмица као самостално насеље постоји од 2002. године. Настала је издвајањем дела из насеља Заплана.

## Становништво
У попису становништва из 2011. године, Стрмица је имала 142 становника.
| Број становника према пописима |
| ------------------------------ |
| 2011                           |
| 142                            |